# Офеио (Ријети)
Офеио је насеље у Италији у округу Ријети, региону Лацио.
Према процени из 2011. у насељу је живело 42 становника. Насеље се налази на надморској висини од 651 м.